# Marathon van Amsterdam 2024
De Marathon van Amsterdam 2024 werd gelopen op zondag 20 oktober 2024. Deze 48ste editie werd gesponsord door Tata Consultancy Services (TCS). De wedstrijd werd bij de mannen voor de tweede keer gewonnen door Tsegaye Getachew. Bij de vrouwen won Yalemzerf Yehualaw in een parcoursrecord van 2:16.52, bijna een halve minuut onder het oude record van Almaz Ayana uit 2022. Naast de marathon werden er ook nog een halve marathon en 8 km gelopen.
In de buurt van de finish in het Olympisch Stadion liep Getachew nog bijna verkeerd. Hij volgde de rechts afslaande, begeleidende voertuigen, maar had nog net op tijd door dat hij de naar links afbuigende weg moest volgen. De kopgroep van drie viel uiteen toen de atleten het stadion in liepen. Beste Nederlander was Khalid Choukoud die tiende werd. Debutant Filmon Tesfu werd dertiende in 2:10.58. Eerste Nederlandse werd Marcella Herzog.

## Uitslagen

### Marathon
De marathon werd voltooid door 16.815 atleten.
| Rang   | Atleet           | Tijd    | Verschil | Bijz. |
| ------ | ---------------- | ------- | -------- | ----- |
| Goud   | Tsegaye Getachew | 2:05.38 | –        | 2e    |
| Zilver | Boki Asefa       | 2:05.40 | + 2s     |       |
| Brons  | Maru Teferi      | 2:05.42 | + 4s     |       |
| 4      | Justus Kangogo   | 2:06.45 | + 7s     |       |
| 5      | Kennedy Kimutai  | 2:07.13 | + 1.35   |       |
| 6      | Felix Kipkoech   | 2:07.39 | + 2.01   |       |
| 7      | Erick Sang       | 2:07.50 | + 2.12   |       |
| 8      | Rhonzas Kilimo   | 2:08.37 | + 2.59   |       |
| 9      | Edwin Kibichiy   | 2:09.20 | + 3.42   |       |
| 10     | Khalid Choukoud  | 2:09.30 | + 3.52   |       |
|        |                  |         |          |       |
| 73     | Arno Brouwers    | 2:31.49 | + 26.11  |       |

| Rang   | Atleet             | Tijd    | Verschil | Bijz. |
| ------ | ------------------ | ------- | -------- | ----- |
| Goud   | Yalemzerf Yehualaw | 2:16.52 | –        | MR    |
| Zilver | Haven Hailu        | 2:19.29 | + 2.37   |       |
| Brons  | Winfridah Moseti   | 2:20.27 | + 3.35   |       |
| 4      | Gladys Chesir      | 2:20.30 | + 3.38   |       |
| 5      | Bedatu Hirpa       | 2:21.09 | + 4.17   |       |
| 6      | Aminet Ahmed       | 2:21.24 | + 4.32   |       |
| 7      | Ivyne Jeruto       | 2:22.21 | + 5.29   |       |
| 8      | Desi Jisa          | 2:22.31 | + 5.39   |       |
| 9      | Marion Kibor       | 2:23.56 | + 7.04   |       |
| 10     | Anna Dibaba        | z.t.    | + 7.04   |       |
|        |                    |         |          |       |
| 13     | Marcella Herzog    | 2:34.21 | + 17.29  |       |
| 18     | Imana Truyers      | 2:44.06 | + 27.14  |       |

### Halve marathon
De halve marathon werd voltooid door 13.333 atleten.
| Rang   | Atleet           | Tijd    | Verschil | Bijz. |
| ------ | ---------------- | ------- | -------- | ----- |
| Goud   | Julien Devanne   | 1:06.30 | –        |       |
| Zilver | Erik Hille       | 1:06.50 | + 20s    |       |
| Brons  | Artur Beimler    | 1:07.02 | + 32s    |       |
| 4      | Rick Paffen      | 1:08.16 | + 1.46   |       |
| 5      | Tim Wagner       | 1:09.03 | + 2.33   |       |
| 6      | Pepijn Greeven   | 1:09.21 | + 2.51   |       |
| 7      | David Wright     | 1:10.12 | + 3.42   |       |
| 8      | Maarten Vierhout | 1:10.28 | + 3.58   |       |
| 9      | Mike Suurmond    | 1:10.56 | + 4.26   |       |
| 10     | Ross Braden      | 1:11.30 | + 5.00   |       |
|        |                  |         |          |       |
| 27     | Cédric Bourgeois | 1:14.56 | + 8.26   |       |

| Rang   | Atleet             | Tijd    | Verschil | Bijz. |
| ------ | ------------------ | ------- | -------- | ----- |
| Goud   | Joleen Gedwart     | 1:19.00 | –        |       |
| Zilver | Ann-Christin Opitz | 1:20.44 | + 1.44   |       |
| Brons  | Jillian Uhlenbrock | 1:21.04 | + 2.04   |       |
| 4      | Reinie Boven       | 1:21.36 | + 2.36   |       |
| 5      | Jasmijn Sibma      | 1:21.48 | + 2.48   |       |
| 6      | Sophia Hartmann    | 1:21.50 | + 2.50   |       |
| 7      | Louisa Linkemeyer  | 1:22.13 | + 3.13   |       |
| 8      | Lilian Kropman     | 1:22.25 | + 3.25   |       |
| 9      | Myriam Van Roeden  | 1:22.26 | + 3.26   |       |
| 10     | Garance Dubray     | 1:23.02 | + 4.02   |       |
|        |                    |         |          |       |
| 14     | Hanne Van Coillie  | 1:25.11 | + 6.11   |       |

1975 ·
1976 ·
1977 ·
1978 ·
1979 ·
1980 ·
1981 ·
1982 ·
1983 ·
1984 ·
1985 ·
1986 ·
1987 ·
1988 ·
1989 ·
1990 ·
1991 ·
1992 ·
1993 ·
1994 ·
1995 ·
1996 ·
1997 ·
1998 ·
1999 ·
2000 ·
2001 ·
2002 ·
2003 ·
2004 ·
2005 ·
2006 ·
2007 ·
2008 ·
2009 ·
2010 ·
2011 ·
2012 ·
2013 ·
2014 ·
2015 ·
2016 ·
2017 ·
2018 ·
2019 ·
2020 ·
2021 ·
2022 ·
2023 ·
2024 ·
2025